# Nils Andersson (författare och artist)
Nils Göran Axel Andersson, född 8 juli 1979 i Nacka församling i Stockholms län, är en svensk barnboksförfattare samt musiker under artistnamnet Nippe Svensk. 
Under namnet Nils Andersson har han skrivit bilderböckerna Mina husdjur, Våra stadsdjur, Jag tappade min tand och Pappor ska va tjocka, samt flera Pixiböcker, bland annat om karaktärerna Lillebror Berglund och jag. 2021 mottog han, tillsammans med illustratören Erik Svetoft, Lennart Hellsing-stipendiet.
Som Nippe Svensk har han släppt fyra skivor med textorienterad jazzvispop. Artistnamnet Nippe Svensk har sitt ursprung från bandet Svensk Pop, som han bildade 1997 tillsammans med Qvarre Pop.
Han är dotterson till konstnären Yngve Andersson.

## Barnlitteratur
Nils Andersson är författare till ett antal barnböcker som oftast har skett i samarbete med förlagen Bonnier Carlsen och Rabén & Sjögren. Anderssons barnböcker är skrivna på rim och utmärks av crazyhumor och verbal lekfullhet. Kända böcker är Mina husdjur, Våra stadsdjur, Pappor ska va tjocka, Jag tappade min tand samt pixiböckerna om Lillebror Berglund och jag. Andra böcker av Andersson är Kungen kommer till dagis, Dagis kommer till kungen, Bygga trafik samt Tidsmaskinen.
Andersson har samarbetat med många olika illustratörer, som Erik Svetoft, Fredrik Dimrå, Sanna Mander, Sven Nordqvist, Linda Blåfors Karlsson, Per José Karlén, Björn Öberg, Mia Nilsson, Maj Fagerberg, Lotta Geffenblad och Maria Jönsson.
2021 belönades Andersson, tillsammans med illustratören Erik Svetoft, med Lennart Hellsing-stipendiet.

## Musik
Andersson startade, under artistnamnet Nippe Svensk, bandet Svensk Pop tillsammans med Qvarre Pop 1997–1998. Bandet hade sin storhetstid under det tidiga 2000-talet, och spelade popmusik med lustiga texter.
År 2007 beslöt Andersson att vid sidan av Svensk Pop spela in en soloskiva under sitt artistnamn Nippe Svensk. Skivan Den vedervärdige mannen från Älvsjö släpptes 2012 på skivbolaget Mandarin. 2014 släpptes skivan Geniet och dåren, och 2017 kom skivan Det psykiska släppet. I juni 2021 släpps albumet Värdig konst i en konstig värld. Musiken på soloskivorna är jazzigare än Svensk Pop, och texterna marginellt seriösare.
År 2018 startade Nippe Svensk, tillsammans med Björn Ende och Ola Aurell, supergruppen BON. 2020 gav de ut dubbelalbumet Christer Pettersson – En svensk hustler med 34 låtar om brottslingen Christer Pettersson. Vid tiden för inspelningarna berättar medlemmarna om en framtida turné, en turné som ännu inte har genomförts. Bandet BON har dock gjort två releasespelningar i Lund och Stockholm.
År 2019 släpptes barnskivan Svensk Pops barnskiva av bandet KumQvatz (en underavdelning av bandet Svensk Pop), där Nippe Svensk är en av medlemmarna.

## Övrigt
1993 vann Andersson, som den siste på 1900-talet, 10.000-kronorsfrågan i ämnet Sherlock Holmes. 1995 gjorde han tillsammans med Johan Björk det textbaserade äventyrsdatorspelet På Vandring.
Tillsammans med filologen Erik Olof Älg (pseudonym) driver han även nattklubben Kväll Höglund, som enbart spelar musik av Kjell Höglund. Klubben startades 2009 och höll fram till år 2016 till på Bonden bar i Stockholm. År 2017 flyttade klubben till Under bron i samma stad. 2025 flyttade klubben till Kollektivet Livet.

## Priser och utmärkelser
- 2021 - Lennart Hellsing-stipendiet (tillsammans med Erik Svetoft)
- 2023 - Nominerad till Elsa Beskow-plaketten
- 2023 - Nominerad till Kolla!

## Bilderböcker
- Tidsmaskinen (P&P Förlag 2016) (Illustrerad av Björn Öberg)
- Pappor ska va tjocka (Rabén & Sjögren 2020) (illustrerad av Erik Svetoft)
- Mina husdjur (Rabén & Sjögren 2021) (illustrerad av Erik Svetoft)
- Våra stadsdjur (Rabén & Sjögren 2022) (illustrerad av Erik Svetoft)
- Jag tappade min tand (Rabén & Sjögren/Schilds & Söderströms 2023) (Illustrerad av Sanna Mander)
- Att köpa en sked (Rabén & Sjögren 2025) (illustrerad av Erik Svetoft)

## Pixiböcker
- Flykten från dagis (Pixibok, Bonnier Carlsen 2013) (illustrerad av Fredrik Dimrå)
- Vi handlar mandlar (Pixibok, Bonnier Carlsen 2014) (illustrerad av Fredrik Dimrå)
- Bygga trafik (Pixibok, Bonnier Carlsen 2014) (Illustrerad av Per José Karlén)
- Vi tar bussen (Pixibok, Bonnier Carlsen 2015) (illustrerad av Fredrik Dimrå)
- Kungen kommer till dagis (Pixibok, Bonnier Carlsen 2016) (Illustrerad av Linda Blåfors Carlsson)
- Dagis kommer till kungen (Pixibok, Bonnier Carlsen 2017) (Illustrerad av Linda Blåfors Carlsson)
- En dag på cirkus (Pixibok, Bonnier Carlsen 2017) (illustrerad av Fredrik Dimrå)
- Vi går till doktorn (Pixibok, Bonnier Carlsen 2017) (illustrerad av Fredrik Dimrå)
- Vi går till lekparken (Pixibok, Bonnier Carlsen 2018) (illustrerad av Fredrik Dimrå)
- Vi tar hissen (Pixibok, Bonnier Carlsen 2020) (illustrerad av Fredrik Dimrå)
- Vi klipper oss (Pixibok, Bonnier Carlsen 2021) (illustrerad av Fredrik Dimrå)
- Vi åker ångbåt (Pixibok, Bonnier Carlsen 2022) (illustrerad av Fredrik Dimrå)
- Bullen (Pixibok, Bonnier Calsen 2023) (illustrerad av Fredrik Dimrå)
- Vi tar tåget (Pixibok, Bonnier Carlsen 2024) (illustrerad av Fredrik Dimrå)[10]

## Medverkan i antologier för barn
- Min gåvoskatt (i Rosa Barnkammarboken, Bonnier Carlsen 2010)[11]
- En liten bokstav (i Stora boken om ABC och 123, Bonnier Carlsen 2012)[12]
- Matnyttiga siffror (i Stora boken om ABC och 123, Bonnier Carlsen 2012)[12]
- Bland bokstäverna (i Stora boken om ABC och 123, Bonnier Carlsen 2012)[12]
- Alfabetsleda (i Stora boken om ABC och 123, Bonnier Carlsen 2012)[12]
- Bygga trafik (i Du och jag min skatt - Treåringen, Bonnier Carlsen 2013)[13]

## Texter för radio
- Hallonglasshavsseglatsen (UR 2021, uppläst av Lotta Ramel)

- Tankemaskinen (UR 2021, uppläst av Lotta Ramel)

## Diskografi

### Nippe Svensk
- Den vedervärdige mannen från Älvsjö (Mandarin, Border 2012)[2]
- Geniet och dåren (Mandarin, Border 2014)[2]
- Det psykiska släppet (Mandarin, Border 2017)[2]
- Värdig konst i en konstig värld (Mandarin 2021)[2]

### Svensk Pop
- Svensk pop (Mandarin, 1999)
- Flickor & kärlek (Mandarin, Border 2000)
- På väg utför (Mandarin, Border 2001)
- Den stora paraden (Mandarin, Border 2003)
- (Det här är kanske) Sista sommaren (EP, Mandarin, Border 2005)
- Detta var oerhört (Mandarin, Border 2006)

### KumQvatz
- Svensk Pops barnskiva (Mandarin, Border 2019)

### BON
- Christer Pettersson - En svensk hustler (Birdnest 2020)